# Радошково-Друге
Радошково-Друге (пол. Radoszkowo Drugie) — село в Польщі, у гміні Ксьонж-Велькопольський Сьремського повіту Великопольського воєводства.
Населення — 192 особи (2011).
У 1975-1998 роках село належало до Познанського воєводства.

## Демографія
Демографічна структура станом на 31 березня 2011 року:
|          | Загалом | Допрацездатний вік | Працездатний вік | Постпрацездатний вік |
| -------- | ------- | ------------------ | ---------------- | -------------------- |
| Чоловіки | 97      | 24                 | 64               | 9                    |
| Жінки    | 95      | 23                 | 53               | 19                   |
| Разом    | 192     | 47                 | 117              | 28                   |